# El Álamo, Pisaflores
El Álamo är en ort i Mexiko.   Den ligger i kommunen Pisaflores och delstaten Hidalgo, i den sydöstra delen av landet, 200 km norr om huvudstaden Mexico City. El Álamo ligger 585 meter över havet och antalet invånare är 111.
Terrängen runt El Álamo är bergig söderut, men norrut är den kuperad. Runt El Álamo är det ganska tätbefolkat, med 60 invånare per kvadratkilometer. Närmaste större samhälle är Tamazunchale, 16,5 km öster om El Álamo. I omgivningarna runt El Álamo växer i huvudsak städsegrön lövskog.